# 丁宜岛
丁宜岛，是一个人烟稀少的小岛，海拔2000英尺（600米），面积不足8平方公里。该岛位于柔佛东海岸丰盛港东南约20海里（37公里）处。 数百年前被中国海员称为“将军帽”。
乘船到廷吉岛的旅程约需45分钟 。 岛内大部分覆盖着二级低地龙脑香科树热带雨林
。这里有淡水、水果、藤、木材，避风港和珊瑚礁，盛产海洋生物。 一条长的海岸线和白色沙滩上散布着大大小小的洞穴。岛周围的海有珊瑚，鱼和珊瑚礁。
这座岛屿是柔佛东海岸群岛中居住最多人口的岛屿， 最新的统计数字估计为448人，这有三个村庄，甘榜丹绒巴浪，甘榜巴西班让和甘榜瑟比拉贝萨尔。